# Pierzga

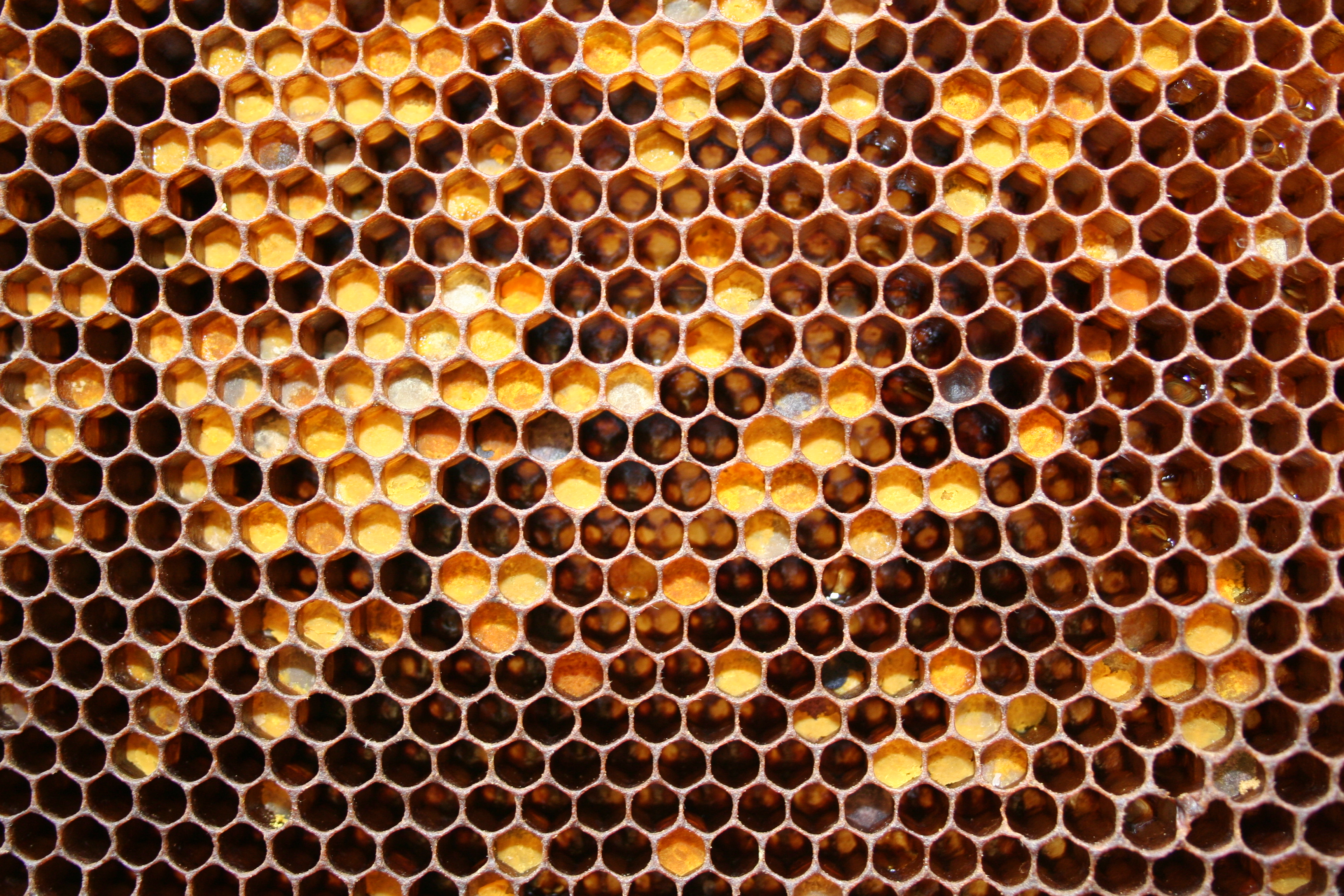
Pierzga

Pierzga – substancja wytwarzana przez pszczoły z pyłku kwiatowego zmieszanego z miodem lub nektarem i zakonserwowanego w komórkach plastra w następstwie fermentacji.

## Powstawanie
Z pyłku zebranego z kwiatów pszczoły formują na ostatniej parze odnóży obnóża. Po przyniesieniu do ula (gniazda) pszczoły lotne składają pyłek do komórek plastra, a pszczoły ulowe (młode) zwilżają go wydzieliną gruczołów ślinowych i miodem oraz ubijają w komórce, by zabezpieczyć go przed dostępem powietrza. W temperaturze ula (t = 30 °C) i warunkach beztlenowych zachodzi fermentacja mlekowa zgromadzonego pyłku. Powstały kwas mlekowy (3–3,5%) pełni rolę konserwantu, zabezpieczając powstałą pierzgę przed zepsuciem.
Pierzga jest gromadzona przy czerwiu i jest mieszaniną sfermentowanych pyłków pochodzących z różnych roślin. Podczas jej tworzenia dochodzi do rozpuszczenia ścian ziaren pyłku. Rodzina pszczela zużywa od 15 do 45 kg pierzgi rocznie. Pierzga służy do produkcji mleczka pszczelego przez 3-6-dniowe pszczoły karmicielki, które karmią larwy.

## Skład chemiczny
W składzie pierzgi znajdują się:
- białka 10–40%, wśród 25 aminokwasów m.in. metionina, lizyna, treonina, histydyna, leucyna, izoleucyna, walina, fenyloalanina i tryptofan;
- węglowodany 13–55%, głównie fruktoza i glukoza;
- tłuszcze 1–20%, zarówno kwasy nasycone i nienasycone, fosfolipidy, fitosterole;
- polifenole ok. 1,6% m.in.: flawonoidy, leukotrieny, katechiny i kwasy fenolowe;
- witaminy
  - rozpuszczalne w wodzie: C (do 300 mg/100 g), z grupy B – B1, B2, B6, kwas nikotynowy, kwas pantotenowy, kwas foliowy, biotyna, rutyna i inozytol;
  - rozpuszczalne w tłuszczach: A (do 200 mg/100 g) i E;
- makroelementy: potas, magnez, wapń, sód;
- mikroelementy: miedź, cynk, chrom, mangan, molibden, kobalt, krzem, selen, żelazo;
- związki triterpenowe – kwas oleanolowy i jego izomer kwas b-ursolowy oraz betulina.

## Znaczenie
Pierzga jest łatwo strawnym pokarmem dla pszczół, dla starszych larw (czerwiu otwartego) jest to pokarm niezbędny. Stanowi dla pszczół, głównie młodych robotnic, źródło podstawowych substancji odżywczych takich jak białka, węglowodany, tłuszcze czy składniki mineralne. Składniki te mogą być również częściowo przyswajane przez człowieka i mogą być istotnym elementem diety (np. w okresie rekonwalescencji po radioterapii). Równocześnie pierzga, podobnie jak mleczko pszczele, które powstaje z pierzgi, może zawierać związki dla człowieka toksyczne (np. mykotoksyny) lub wywołujące silne reakcje alergiczne. Mimo braku jednoznacznych dowodów naukowych oraz negatywnych wyników badań, pierzga jest fałszywie uznawana za lek na wiele chorób (w tym nowotwory lub choroby układu pokarmowego) lub fałszywie uznawana za specyfik chroniący przed nowotworami.